# Zatoka szczękowa

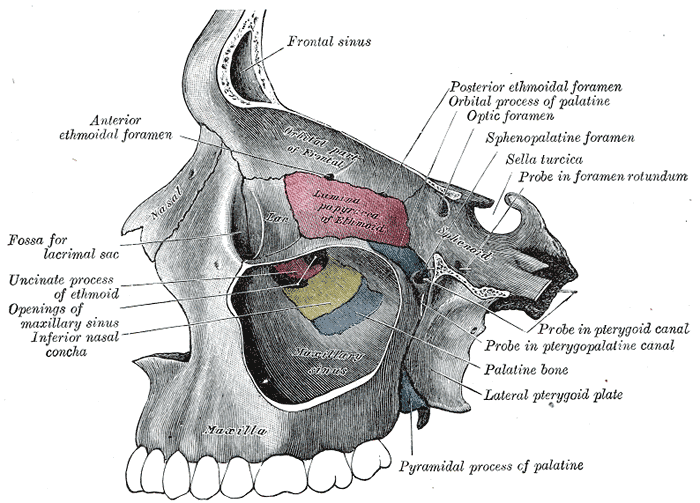
Kości twarzoczaszki człowieka strony lewej z widoczną otwartą od strony bocznej zatoką szczękową.

Zatoka szczękowa (łac. sinus maxillaris) – zatoka przynosowa kości szczękowej.
Zatoka ta cechuje się dużą zmiennością wewnątrzgatunkową.
Przeżuwacze cechują się zatoką szczękową nie ograniczającą się do kości szczękowej, ale sięgającą kości jarzmowej i łączącą się szeroko z zatokami podniebienną i łzową.
Świnia domowa posiada zatokę szczękową leżącą pomiędzy blaszkami szczęki oraz kością łzową, u wiekowych osobników może rozciągać się również na wnętrze kości jarzmowej.
U konia zatoka ta leży w szczęce, kości jarzmowej i łzowej. Poprzeczna przegroda zatok szczękowych dzieli ją część mniejszą, donosową, i większą, doogonową. Anatomia przegrody jest bardzo zmienna. Zatoka nie zachowuje swej anatomii również w trakcie życia pojedynczego zwierzęcia. Gdy koń starzeje się, jego zęby policzkowe ścierają się i rozluźniają swe osadzenie, by w końcu opuścić zębodoły, w związku z czym zatoka rośnie.
U kota zatoki szczękowej nie obserwuje się.
U psa występuje jedynie zatoka szczękowa rzekoma, czyli zachyłek szczękowy. Nie stanowi ona zatoki w kości, ale jedynie zachyłek jamy nosowej powstający w wyniku nacisku dolnego łuku zębów na łamacze górne, przemieszczające się z tego względu bocznie.
U człowieka zatoka ta mieści się w trzonie kości szczękowej, przyjmuje kształt piramidy. Łączy się z jamą nosową przez rozwór szczękowy.